# Forbes-Gletscher (Mac-Robertson-Land)
Der Forbes-Gletscher ist ein Gletscher im ostantarktischen Mac-Robertson-Land. Am Nordrand der Casey Range in den Framnes Mountains fließt er zum westlichen Abschnitt der Holme Bay an der Mawson-Küste.
Norwegische Kartografen, die ihn als Bryggen (norwegisch für Seebrücke) benannten, kartierten ihn anhand von Luftaufnahmen, die bei der Lars-Christensen-Expedition 1936/37 entstanden. Das Antarctic Names Committee of Australia (ANCA) nahm am 28. November 1955 eine Umbenennung vor. Neuer Namensgeber ist Alastair G. Forbes, Hundeführer bei einer Kampagne der Australian National Antarctic Research Expeditions, der am 26. Mai 1952 während einer Erkundung der Insel Heard unweit des Baudissin-Gletschers an Unterkühlung starb.